# Strand-Platterbse
Die Strand-Platterbse (Lathyrus japonicus) ist eine mehrjährige Pflanze aus der Gattung der Platterbsen (Lathyrus) innerhalb der Familie der Hülsenfrüchtler (Fabaceae).

## Beschreibung
Die Strand-Platterbse ist eine immergrüne ausdauernde, krautige Pflanze. Ihre Triebe entspringen einem kriechenden Rhizom und werden etwa 50 bis 80 cm lang. Im Gegensatz zu vielen anderen Platterbsen sind die Triebe nicht geflügelt. Die Blätter sind graugrün und 5 bis 10 cm lang. Sie sind gefiedert mit 2 bis 5 Paar Fiederblättchen. Die Blättchen sind elliptisch bis breit lanzettlich, 10 bis 45 Millimeter lang und 4 bis 20 Millimeter breit. Das Endblättchen ist meist durch eine Ranke ersetzt. Die Blüten stehen zu 2 bis 7 in traubigen Blütenständen. Die Nebenblätter sind groß und pfeilförmig.
Die fünf- bis zwölfblütigen Blütenstände entspringen den Blattachseln und sind kürzer als die Blätter. Die Blüten sind 14 bis 22 mm breit und rosa bis lilapurpurn später blau gefärbt, die Flügel gelegentlich auch weiß. Die Hülsen sind flach und etwa fünf Zentimeter lang, bei der Reife braun oder rot-braun gefärbt. Die Samen sind rundlich.
Die Blütezeit ist in Mitteleuropa Juni bis September.
Die Art hat die Chromosomenzahl 2n =14.

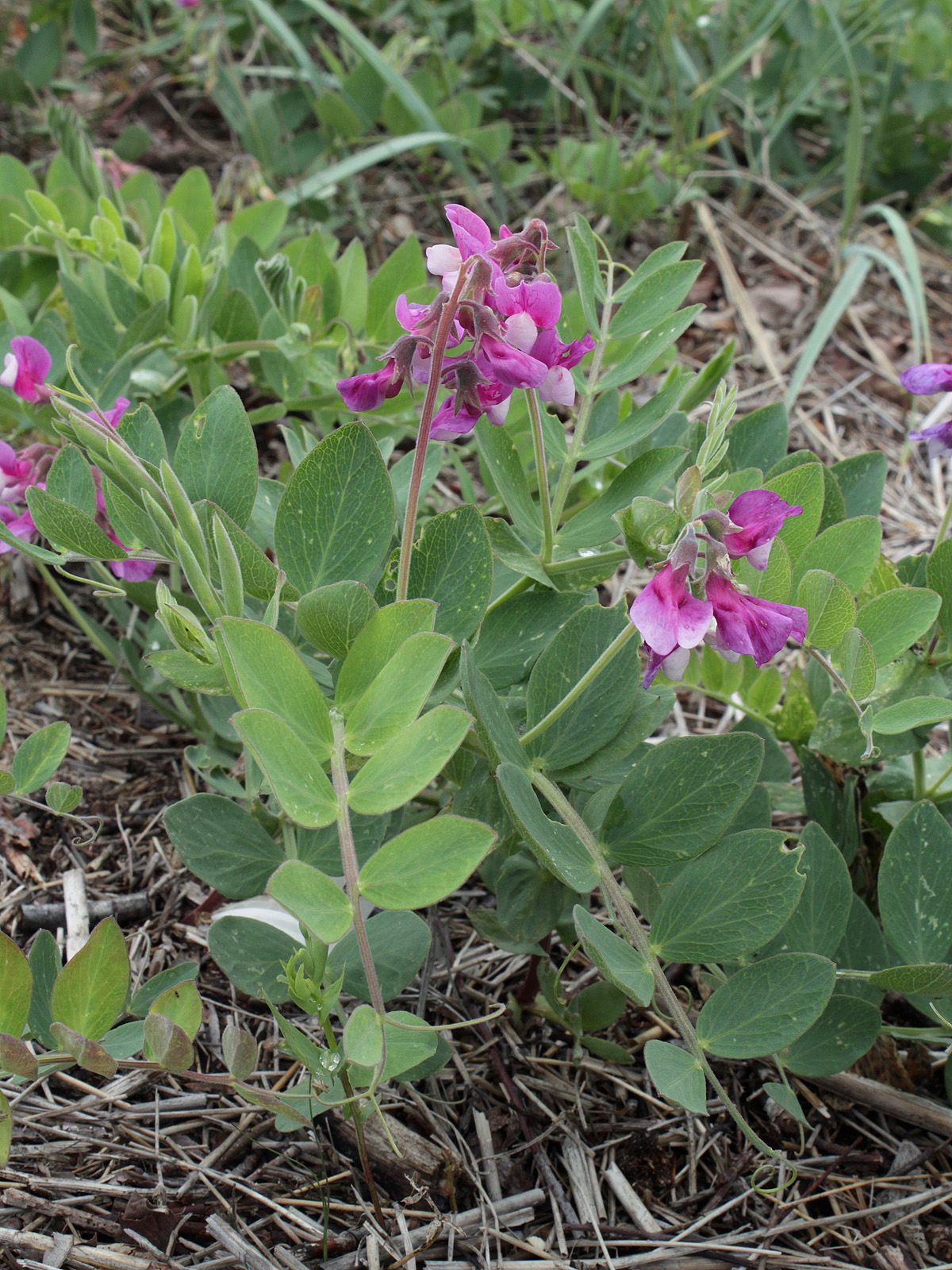
Strand-Platterbse (Lathyrus japonicus) in Finnland

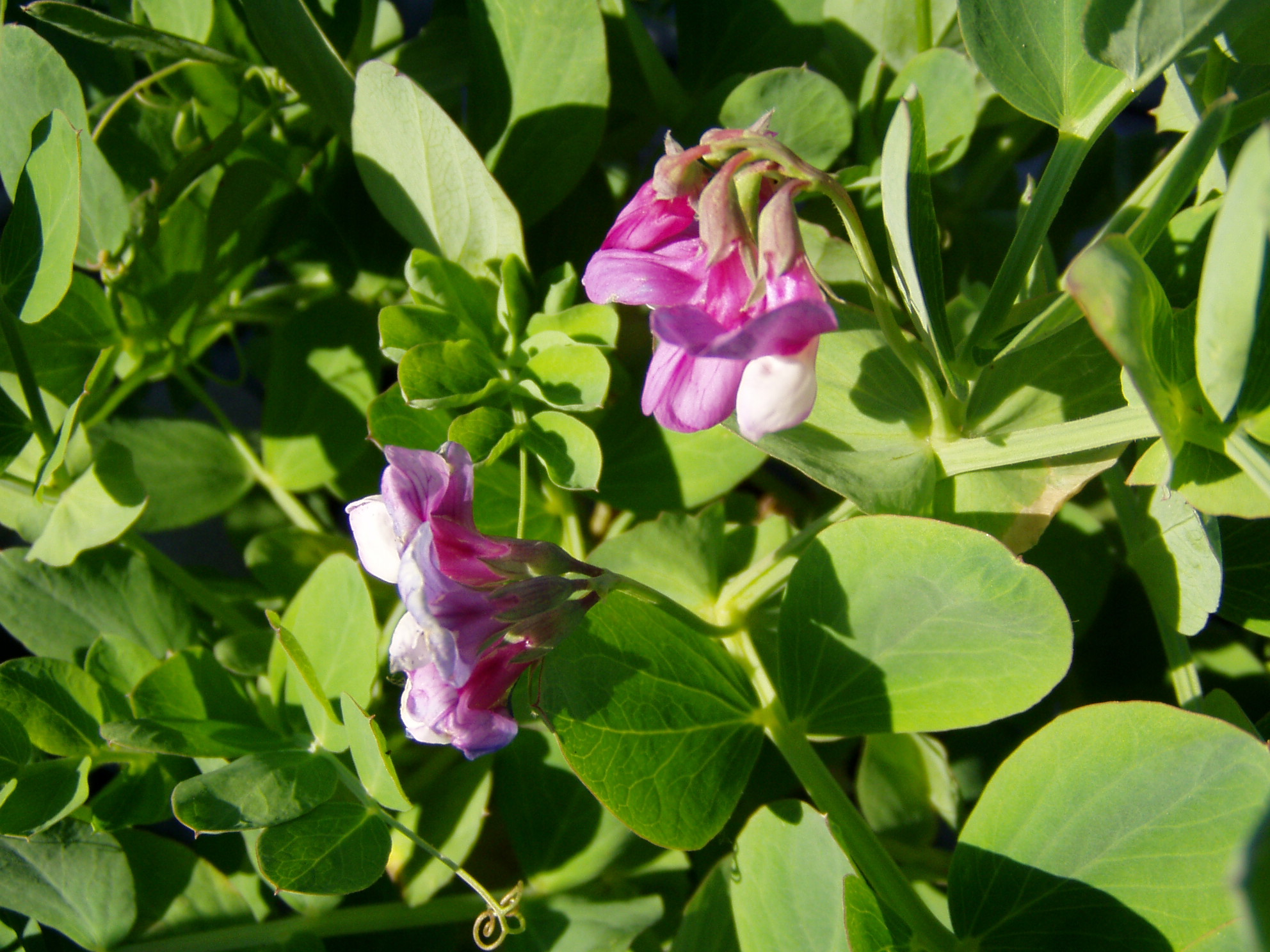
Blüten

## Ökologie
Die Blüten der Strand-Platterbse werden von Insekten bestäubt. Als Hauptbestäuber treten Bienen und Hummeln in Erscheinung. Die Ausbreitung der Samen erfolgt durch Selbstausbreitung. Zum einen werden die ausgereiften Samen aktiv von der Pflanze weggeschleudert, zum anderen wird über unterirdische Ausläufer die vegetative Vermehrung, eine Form der Selbstausbreitung im weiten Sinne, sichergestellt.

## Verbreitung und Standort
Die Art kommt zirkumpolar auf der Nord- wie Südhalbkugel vor. Ihr Verbreitungsgebiet erstreckt sich über gemäßigte küstennahe Gebiete von Asien, Europa, Nord- und Südamerika. Ihre Vorkommen auf der Südhalbkugel sind auf das westliche Patagonien in Argentinien beschränkt.
In Deutschland sind Vorkommen der Strand-Platterbse an den  Küsten und vorgelagerten Inseln zu finden. Mit zerstreuten Beständen ist die Art im nördlichen Mecklenburg-Vorpommern vertreten. Vorkommen wurden dort entlang der Küste festgestellt mit Rügen als östlicher Verbreitungsgrenze. Aus Ost- und Nord-Schleswig-Holstein wurden von den Küsten ebenfalls zerstreute Bestände gemeldet. Selten tritt die Strand-Platterbse im nördlichen Niedersachsen auf. Als Wuchsorte wurden Wangerooge, Schillig und Cuxhaven bestätigt.
Das ungewöhnlich weite Verbreitungsgebiet wird dadurch erklärt, dass die Samen der Pflanze bis zu fünf Jahre im Meerwasser schwimmend ihre Keimfähigkeit behalten können. Die Keimung erfolgt, wenn die harte Samenschale nach dem Anlanden durch Welleneinwirkung abgeschliffen wird.
Als Standorte werden weitgehend entsalzte Böden der Dünen besiedelt. Strandhaferstängel dienen den Ranken der Art häufig als Klammerhilfe.
Pflanzensoziologisch ist die Art in Mitteleuropa eine Charakterart des Elymo-Ammophiletum (Ammophilion-Verband).

## Nutzung
Die Samenhülsen sind in kleineren Mengen essbar, können wie bei anderen Vertretern der Gattung der Platterbsen durch ihren Gehalt an  Oxalyldiaminopropionsäure jedoch auch giftig wirken. Die Blätter der Pflanze werden in der Traditionellen Chinesischen Medizin verwendet. Auch im indigenen Nordamerika war die Strand-Platterbse stellenweise als nutzbar bekannt. Bei den Iñupiat in Nordwest-Alaska galten die Samen als giftig, wurden aber für eine Art Kaffee geröstet und gemahlen. Bei einigen Irokesengruppen bereitete man die Stängel als Gemüse zu oder verwendete sie äußerlich für rheumatische Beschwerden. Bei den Makah an der Pazifikküste Washingtons aß man die jungen Samen in kleinen Mengen wie Erbsen.

## Geschichte
Nach Gustav Hegi und Helmut Gams ist die Art schon den Römern im ersten nachchristlichen Jahrhundert an den Ostfriesischen Inseln aufgefallen; sie nannten die Inseln daher Fabariae (von „faba“, lat. „die Bohne“), eine Insel davon hieß Burchana, vermutlich Borkum.

## Taxonomie und Systematik

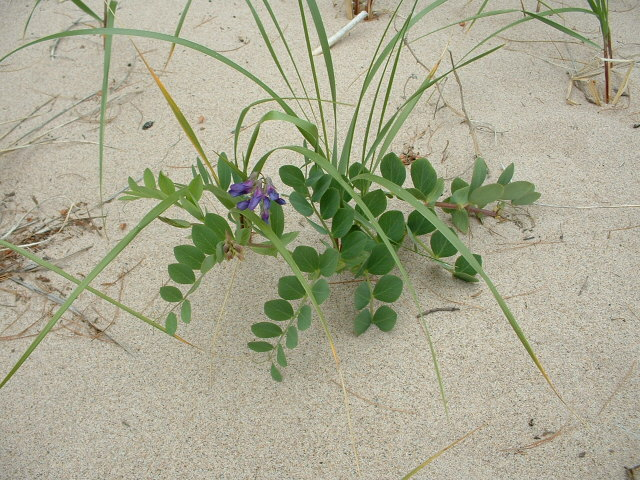
Strand-Platterbse (Lathyrus japonicus) im Pancake Bay Provincial Park, Ontario, Kanada

Die Erstbeschreibung von Carl Ludwig Willdenow wurde 1802 veröffentlicht.
Innerhalb der Art werden zwei Unterarten unterschieden:
- Lathyrus japonicus subsp. japonicus
- Lathyrus japonicus subsp. maritimus (L.) P. W. Ball
  - Lathyrus japonicus subsp. maritimus var. acutifolius (Bab.) Bässler
  - Lathyrus japonicus subsp. maritimus var. pellitus Fernald